# Episodi di Squadra Speciale Cobra 11 (terza stagione)
La terza stagione della serie televisiva Squadra Speciale Cobra 11 è stata trasmessa in prima visione in Germania da RTL in due diversi periodi: dal 1º ottobre al 19 novembre 1998 (episodi 32-39 secondo l'ordine di messa in onda, costituenti la stagione 5 di RTL), e dal 18 marzo al 6 maggio 1999 per i rimanenti episodi (stagione 6). In Italia è stata trasmessa in prima visione da Rai 2 dal 15 maggio al 1º giugno 2001, seguendo l'ordine di trasmissione tedesca (a differenza di quanto avvenuto nella stagione precedente e in quella seguente). L'ultimo episodio ha una durata doppia, ma è stato prodotto in due parti con titoli originali diversi tra loro. 
| nº    | n° RTL (trasmissione) | Titolo originale                                                     | Titolo italiano                              | Prima TV Germania            | Prima TV Italia               |
| ----- | --------------------- | -------------------------------------------------------------------- | -------------------------------------------- | ---------------------------- | ----------------------------- |
| 1     | 33                    | Die letzte Chance                                                    | L'ultima chance                              | 8 ottobre 1998               | 16 maggio 2001                |
| 2     | 32                    | Ein Leopard läuft Amok                                               | Il carro armato                              | 1º ottobre 1998              | 15 maggio 2001                |
| 3     | 37                    | Die Anhalterin                                                       | L'autostoppista                              | 5 novembre 1998              | 21 maggio 2001                |
| 4     | 38                    | Der tote Zeuge                                                       | Quel maledetto ponte                         | 12 novembre 1998             | 22 maggio 2001                |
| 5     | 34                    | Tödlicher Sand                                                       | Sabbia mortale                               | 15 ottobre 1998              | 17 maggio 2001                |
| 6     | 36                    | Im Nebel verschwunden                                                | Scomparsa nella nebbia                       | 29 ottobre 1998              | 19 maggio 2001                |
| 7     | 39                    | Der Joker                                                            | Il Jolly                                     | 19 novembre 1998             | 23 maggio 2001                |
| 8     | 35                    | Im Fadenkreutz                                                       | Nel mirino                                   | 22 ottobre 1998              | 18 maggio 2001                |
| 9     | 42                    | Brennender Ehrgeiz                                                   | Odio profondo                                | 1º aprile 1999               | 26 maggio 2001                |
| 10    | 41                    | Tödliche Ladung                                                      | Veleni                                       | 25 marzo 1999                | 25 maggio 2001                |
| 11    | 40                    | Treibstoff                                                           | Ricatto                                      | 18 marzo 1999                | 24 maggio 2001                |
| 12    | 44                    | Taxi 541                                                             | Taxi 541                                     | 15 aprile 1999               | 29 maggio 2001                |
| 13    | 43                    | Schattenkrieger                                                      | Delitti d'onore                              | 8 aprile 1999                | 28 maggio 2001                |
| 14    | 45                    | Der Richter                                                          | Il giudizio                                  | 22 aprile 1999               | 30 maggio 2001                |
| 15 16 | 46 47                 | Der Tod eines Jungen (prima parte) Ein einsamer Sieg (seconda parte) | La vita appesa a un filo (1ª parte/2ª parte) | 29 aprile 1999 6 maggio 1999 | 31 maggio 2001 1º giugno 2001 |

## L'ultima chance
- Titolo originale: Die letzte Chance
- Diretto da: Helmut Metzger
- Scritto da: David Simmons, Matthias Herbert

### Trama
Lo stuntman Frank non può più esercitare la sua professione a causa di una grave ferita. La sua ultima occasione è una complicata operazione chirurgica, talmente costosa però da non potersela permettere. Incontra i fratelli Stelter che gli promettono dei soldi in cambio di aiutarli in una rapina in banca. Frank accetta, ma il colpo non va come sperato: Toni Stelter rimane ferito e suo fratello Jürgen uccide una guardia. Gli uomini di Cobra 11 arrivano immediatamente sul posto e si lanciano all'inseguimento dell'auto che salta un canale con l'aiuto di una rampa. Sull'altra sponda, Frank si sporge dal finestrino e fa il gesto delle corna, tipico del gruppo di stuntman di cui faceva parte. André, convinto di poter riuscire anche lui nel salto, li segue ma il suo tentativo fallisce miseramente. André è più determinato che mai a prenderlo...
- Altri interpreti: Andreas Brucker (Frank Zimmer), Inka Friedrich (Angie), Matthias Zahlbaum (Jürgen Stelter), Thorsten Nindel (Toni Stelter)

## Il carro armato
- Titolo originale: Ein Leopard läuft Amok
- Diretto da: Helmut Metzger
- Scritto da: Andreas Föhr, Thomas Letocha

### Trama
Un carro armato è stato rubato da una caserma; l'ignoto conducente raggiunge l'autostrada, dove distrugge senza pietà tutto ciò che incontra. La polizia si dà da fare per identificarlo il prima possibile; risulta così che al volante c'è Gerd Bausching. André e Semir cercano in qualche modo di fermarlo, ma una convenzionale auto non può competere con un tale mezzo. Dopo un inseguimento decidono di lasciar perdere e di trovare un modo per mettersi in contatto con lui e di capire le sue intenzioni. Scoprono che Bausching si sta dirigendo verso il carcere per uccidere l'uomo responsabile della morte della figlia, rimasta coinvolta in una rapina in banca. Raggiunto il suo obiettivo, Gerd spara un colpo di granata per far capire che sta facendo sul serio. Ora l'edificio è pericolante e continuano a cadere macerie dal soffitto, sotto le quali è rimasto intrappolato Jan Ecker, un giovane detenuto che doveva essere rilasciato quel giorno...
- Altri interpreti: Christof Wackernagel (Meier), Helmut Berger (Hubert Neuber), Thomas Rech (Kotter)

## L'autostoppista
- Titolo originale: Die Anhalterin
- Diretto da: Oren Schmuckler
- Scritto da: Matthias Herbert, David Simmons

### Trama
Un cadavere di un uomo viene rinvenuto in una foresta vicino alla strada principale; è evidente che si tratta di un'esecuzione. Le indagini rivelano che l'autore sembra essere una donna di nome Anna. La donna seleziona gli uomini che le ricordano suo padre, li avvicina facendo l'autostoppista, li conduce in un bosco e li uccide per vendicarsi di uno stupro subito quando era bambina. Durante le indagini Anna fa un'altra vittima, e André e Semir devono fare di tutto per fermarla.
- Altri interpreti: Regula Grauwiller (Anna Terjung), Christina Greb (Sabine), Sebastian Dunkelberg (Patrick), Andreas Wisniewski (Harry)

## Quel maledetto ponte
- Titolo originale: Der tote Zeuge
- Diretto da: Oren Schmuckler
- Scritto da: Benedikt Gollhardt

### Trama
Due ragazzi amanti del free climbing si arrampicano su un ponte ferroviario e arrivati in cima scoprono dei delinquenti che stanno eliminando un socio in affari. Uno dei due ragazzi cerca di avvicinarsi per scattare foto con la sua fotocamera ma viene scoperto e gettato dal ponte. Prima di cadere lascia la sua macchina fotografica su una trave. L'amico, dopo essersi confidato con un'amica scalatrice (sua ex ragazza e ora fidanzata della vittima), confessa a Semir l'accaduto e lo porta sul ponte per trovare la macchina fotografica che gli investigatori non hanno trovato e discolparsi da un'accusa di omicidio. Semir lo segue e avvierà le indagini.
- Altri interpreti: Marco Hofschneider (Olaf), Manfred Zapatka (Wieland), Judith Kehrnke (Carla)

## Sabbia mortale
- Titolo originale: Tödlicher Sand
- Diretto da: Christoph Eichhorn
- Scritto da: Birgit Grosz

### Trama
Il titolare di una ditta trasportatrice di valori in bancarotta fa viaggiare un furgone carico di denaro lungo l'autostrada dove dei complici hanno organizzato un finto cantiere, per fingere una rapina e truffare così l'assicurazione. Il figlio del titolare (attuale fiamma di Andrea) capisce che qualcosa non funziona e si sostituisce al guidatore; il furgone viene affiancato da due camion e spinto in uno scavo lungo l'autostrada che viene subito coperto da un escavatore. Semir e André, che, durante un sopralluogo, hanno notato l'insolito scavo in una zona dove non ci sono ponti da costruire, tornano al cantiere appena in tempo.
- Altri interpreti: Jürgen Hentsch (Karl Heinz Krüger), Dieter Montag (Christian Bott), Christoph Maria Herbst (Marcus Krüger)

## Scomparsa nella nebbia
- Titolo originale: Im Nebel verschwunden
- Diretto da: Diethard Küster
- Scritto da: Iris Anna Otto, Susanne Mischke

### Trama
In un incidente stradale, una bambina scompare dall'auto dei giovani Kampinski, e Semir e André non riescono a trovarla. Intanto Stella, un'artista circense, coinvolta con il suo circo nel medesimo incidente, denuncia alla polizia che un suo collega, dato per maniaco sessuale, potrebbe essere in qualche modo collegato alla vicenda. Quest'ultimo però si dichiara estraneo ai fatti e dice di aver solamente consegnato la piccola Laura, dopo averla estratta dall'auto incidentata, ad una donna che si era spacciata per la mamma della piccola. Stella intanto rintraccia la donna che si è appropriata della bambina e con la scusa di volerla aiutare cerca di approfittare della situazione per chiedere il riscatto.
- Altri interpreti: Anne Kasprik (signora Kampinski), Andrea Bürgin (signora Stella), Victor Schefé (Sylvester)

## Il Jolly
- Titolo originale: Der Joker
- Diretto da: Diethard Küster
- Scritto da: Matthias Herbert

### Trama
In una sparatoria in autostrada organizzata da due gangster muore il passeggero di un taxi. André e Semir, che inseguivano i due, scoprono che l'uomo ucciso era un killer professionista che si faceva chiamare "Il Jolly"; inoltre, nella sua valigia trovano un fucile di grosso calibro. Il Jolly doveva incontrarsi con delle persone nella piscina di un hotel, evidentemente per un incarico. Vista la somiglianza tra il killer e Semir, questi decide di spacciarsi per il Jolly e di andare all'appuntamento.
- Altri interpreti: Marie-Lou Sellem (Sabrina), Udo Schenk (De Boer)

## Nel mirino
- Titolo originale: Im Fadenkreuz
- Diretto da: Diethard Küster
- Scritto da: Rafael Solá-Ferrer

### Trama
Mentre è di pattuglia sull'autostrada con Semir, André viene colpito a una gamba da un proiettile. Poco dopo accade lo stesso ad Andrea. Dietro a quegli attacchi c'è un ex candidato alle forze di polizia, Gregor, che è stato respinto a causa del suo odio razziale verso Semir per le sue origini turche. Gregor vuole dimostrare che sarebbe stato adatto a fare il poliziotto se Semir non gliel'avesse "impedito", così rapisce la sua ragazza Simone e cerca di attirarlo in una trappola mortale.
- Altri interpreti: Uwe Bohm (Gregor), Sandra Nedeleff (Simone)

## Odio profondo
- Titolo originale: Brennender Ehrgeiz
- Diretto da: Helmut Metzger
- Scritto da: Enrico Jakob, Matthias Herbert

### Trama
Un camion fermo in una piazzola lungo l'autostrada prende fuoco. Semir e André si recano sul posto per indagare e scoprono che all'interno del veicolo c'è il cadavere di una prostituta; qualche ora dopo ne muore un'altra, secondo le stesse modalità. I due ispettori ipotizzano che dietro agli omicidi ci siano due sfruttatori di prostituzione in conflitto per il territorio. Andrea si offre come esca per il killer ma le viene vietato; decide allora di indagare da sola. Si reca in un'area di servizio vestita da prostituta quando un camion si ferma e l'autista le fa cenno di salire. Andrea non sa a quale pericolo sta andando incontro, perché dietro agli omicidi c'è tutt'altro che un conflitto per il territorio.
- Altri interpreti: Doris Kunstmann (signora Brunner), Martin Semmelrogge (Willi Schröder)

## Veleni
- Titolo originale: Tödliche Ladung
- Diretto da: Marc Hertel
- Scritto da: TOPAS Autorenpartnerschaft

### Trama
Un camion causa un incidente sull'autostrada e l'autista muore. Si scopre che stava trasportando veleni illegalmente a Rotterdam in cambio di un ingente somma di denaro. Dopo varie indagini viene a galla la verità: i veleni esplodono se viene superata la temperatura di 60 gradi Celsius. André viene a sapere che c'è un altro camion pieno di veleni ed è una calda giornata d'estate.
- Altri interpreti: Angelika Bartsch (esperta di veleni), Matthias Paul (Uli Schatz)

## Ricatto
- Titolo originale: Treibstoff
- Diretto da: Helmut Metzger

Uno degli incidenti dell'episodio

- Scritto da: Gerhard J. Rekel, Alexander Hahn

### Trama
Riedmann, proprietario di una ditta di distribuzione carburanti, viene ricattato, e siccome prende le minacce che riceve alla leggera, l'estorsore inizia a sabotare le sue cisterne aggiungendo alla normale benzina un solvente che, mischiato ad essa, diventa pericoloso ed esplosivo. Infatti, molte moto ed auto che fanno rifornimento in una stazione da lui rifornita iniziano improvvisamente ad esplodere, per fortuna senza alcuna vittima. Semir e André indagano sul caso per evitare ulteriori attentati.
- Altri interpreti:Catharine Flemming (Victoria Götzinger), Friedrich-Karl Praetorius (Riedmann)

## Taxi 541
- Titolo originale: Taxi 541
- Diretto da: Christoph Eichhorn
- Scritto da: Matthias Herbert

### Trama
Il commissario Engelhardt va a fare footing; ritornata all'auto è costretta a cercare un taxi perché la batteria è fuori uso. Più avanti ne trova uno fermo, ma con a bordo un misterioso conducente che la minaccia, arrivando quasi ad ucciderla; il commissario riesce a fuggire con il taxi, nel bagagliaio della quale viene ritrovato il cadavere del tassista abituale del veicolo. Gli ispettori scoprono che l'uomo potrebbe essere stato ucciso per aver visto ciò che non doveva. Il misterioso tassista Gebhart, infatti, insieme alla convivente Ellen, segretaria presso la ditta di lavoro della vittima, e a un finto pizzaiolo, gestisce un traffico di droga, utilizzando una pizzeria come copertura per l'ordinazione e la preparazione della droga, e i tassisti come inconsapevoli corrieri; Gebhardt ha però compiuto di persona molte consegne, uccidendo poi il collega che aveva scoperto tutto. Deve dunque uccidere anche Anna, che lo ha visto in faccia. Tornata a riprendere l'auto assieme ad André, il commissario scampa all'esplosione di una bomba piazzata sotto alla vettura. Gebhardt, in preda alla follia, non si arrende, arrivando a rapirla; per Semir e André inizia l'inseguimento al taxi impazzito.
- Altri interpreti: Ingrid van Bergen (Ellen Ebertshäuser), Hans Peter Korff (Gebhardt)

## Delitti d'onore
- Titolo originale: Schattenkrieger
- Diretto da: Raoul W. Heimrich
- Scritto da: Lorenz Stassen

### Trama
Dopo un maxi tamponamento in autostrada, esaminando i veicoli incidentati, Semir trova la mano mozzata di un uomo. Solo attraverso il sigillo di un anello che porta al dito riesce ad identificare il proprietario: Alexander Von Rohloff, un esperto di software per computer. Egli lavora per il gruppo giapponese "Nakamura Limited". Con André malato, a Semir viene assegnata una collega dell'LKA, Rebecca Herforth, come partner. Ora i due devono scoprire dove sia Rohloff e se la "Nakamura Limited" c'entri qualcosa in questa storia.
- Altri interpreti: Dorkas Kiefer (Rebecca Herforth), Toyo Tanaka (Toshiro Funaki), Yvonne de Bark (Nina Siebert)

## Il giudizio
- Titolo originale: Der Richter
- Diretto da: Raoul W. Heimrich
- Scritto da: Matthias Herbert

### Trama
Durante un inseguimento in auto avviene un tragico incidente: il commissario Engelhardt travolge una donna e il suo bambino con la sua auto; i due muoiono sul colpo. Il marito della donna, il signor Kemmer, ritiene che Anna sia pienamente colpevole della morte della sua famiglia; la cita dunque in giudizio, ma il commissario viene assolto. Kemmer giura vendetta e decide di uccidere l'amico della Engelhardt con suo figlio per farle provare ciò che ha provato lui. Toccherà a Semir (André è in ferie, quindi non compare) impedire un'altra disgrazia.
- Altri interpreti: René Hofschneider (Jürgen Kemmer), Benedict Freitag (Thomas)

## La vita appesa a un filo (1ª parte/2ª parte)
- Titolo originale: Der Tod eines Jungen (prima parte) - Ein einsamer Sieg (seconda parte)
- Diretto da: Helmut Metzger
- Scritto da: Uli Tobinsky

### Trama
In un agguato sull'autostrada vengono coinvolti un ragazzino e sua madre; il primo muore a causa del fuoco incrociato tra due killer e tra André e Semir. Salvatore, uno dei killer, uccide il complice per aver eliminato il piccolo, azione non necessaria. La madre di quest'ultimo, Olivia Berger, rimane ferita e viene portata in ospedale, ma il killer arriva a lei e la finisce. André, particolarmente ferito dalla morte del ragazzo, indaga insieme al collega e una pista li conduce all'isola di Maiorca, dove vive il potente gangster Carlos Berger, padre del ragazzo morto e gestore del giro di prostituzione e del traffico di armi di metà dell'isola. Berger è da tempo sospettato dei traffici di armi ma non era mai stato colto in flagrante. Gli ispettori volano a Maiorca per dar luce al caso e André riesce a fare amicizia con Berger e a diventare un suo uomo, fino ad arrivare in casa sua. Nel frattempo Semir scopre grazie ad André che Berger ha in mente un grosso colpo con dei missili rubati, con cui vuole far saltare in aria Maiorca. Secondo la polizia locale che da anni indaga su di lui, le armi gli vengono fornite dalla Mafia Russa, con la quale avrebbe da tempo dei contatti; tali contatti, tuttavia, si riveleranno una montatura messa in piedi dallo stesso Berger per guadagnarsi la protezione della polizia, che è ansiosa di sgominare la Mafia. André però viene smascherato e messo davanti ad un bazooka che ad un minimo movimento avrebbe fatto scattare il razzo, uccidendolo. Semir, non avendo più notizie del suo collega, lo va a cercare, ma invano. André, intanto riesce a liberarsi ed è costretto a nascondersi. Nel frattempo gli uomini di Berger rapiscono un miliardario e una top model, li rinchiudono in una grotta e chiedono un grosso riscatto per loro. André viene ricatturato dai malviventi e portato anch'egli nella grotta. Per guadagnare un vantaggio rivela a Berger che suo figlio è morto e che è stato ucciso proprio da uno dei suoi uomini per errore. Questo scatena la sua ira; il gangster diventa incontrollabile e lancia missili su tutta l'isola, mentre André, liberatosi, insegue l'assassino del figlio del boss, e combatte con questi su un dirupo; il poliziotto ha la meglio, mentre il malvivente cade e muore. Dopodiché Semir ritrova il collega e insieme inseguono con un elicottero Carlos Berger, il quale sta fuggendo a bordo di un motoscafo. André, più determinato che mai, salta sul motoscafo e ingaggia una lotta con Berger. Il combattimento culmina in tragedia: André viene arpionato da Berger e scompare tra le onde, mentre quest'ultimo, colpito a morte da un proiettile di Semir, sparisce con la barca. Con grande disperazione di Semir, in assenza di notizie, André viene dato per morto. 
- Altri interpreti: Christian Kohlund (Carlos Berger), Cuco Wallraff (Salvatore), Martin Armknecht, Thomas Huber (Stephane Freed)